# AEW World Tag Team Championship
AEW World Tag Team Championship (em português: Campeonato Mundial de Duplas da AEW) é um título mundial de duplas de luta livre profissional criado e promovido pela promoção americana All Elite Wrestling (AEW). Estabelecido em 18 de junho de 2019, os campeões inaugurais foram SoCal Uncensored (Frankie Kazarian e Scorpio Sky). The Hurt Syndicate (Bobby Lashley e Shelton Benjamin) são os campeões atuais em seu primeiro reinado. Eles ganharam o título ao derrotar Private Party (Isiah Kassidy e Marq Quen) no Dynamite em 22 de janeiro de 2025.

## História
Em 18 de junho de 2019, seis meses após a fundação da promoção americana de luta livre profissional All Elite Wrestling (AEW), foi anunciado um torneio para coroar os campeões de duplas inaugurais da promoção. Naquele mesmo dia, foi marcada uma luta three-way entre três duplas para o evento Fyter Fest em 29 de junho, sendo as equipes anunciadas, Best Friends (Chuck Taylor e Trent?), SoCal Uncensored (Frankie Kazarian e Scorpio Sky) e Private Party (Isiah Kassidy e Marq Quen) com a equipe vencedora avançando para All Out para uma oportunidade na primeira rodada do torneio pelo Campeonato Mundial de Duplas da AEW. Mais tarde, o Presidente e CEO da AEW, Tony Khan, anunciou que o torneio ocorreria nos episódios de seu programa na TNT, revelado mais tarde como Dynamite. Durante o pré-show Buy In do Fyter Fest, Best Friends derrotaram Private Party e SoCal Uncensored para ganhar sua vaga no All Out.
Em 11 de julho, o vice-presidente executivo da AEW, Matt Jackson, anunciou uma segunda luta de equipes three-way a ser realizada no Fight for the Fallen em 13 de julho, com os vencedores enfrentando Best Friends no All Out. No Fight for the Fallen, The Dark Order (Evil Uno e Stu Grayson) derrotou Jurassic Express (Jungle Boy e Luchasaurus), e Angelico e Jack Evans para avançar para o All Out. No evento de 31 de agosto, a Dark Order derrotou Best Friends e avançou diretamente a segunda fase do torneio.

### Torneio inaugural
A primeira luta do torneio pelo AEW World Tag Team Championship foi anunciada em 9 de agosto de 2019, com The Young Bucks (Matt Jackson e Nick Jackson) enfrentando Private Party (Isiah Kassidy e Marq Quen) em 9 de outubro durante o segundo episódio de Dynamite em Boston, Massachusetts . Mais tarde foi anunciado que as semifinais do torneio aconteceriam no episódio de 23 de outubro em Pittsburgh, Pensilvânia, e as finais no episódio de 30 de outubro em Charleston, Virgínia Ocidental. Em 30 de outubro, o SoCal Uncensored (Frankie Kazarian e Scorpio Sky) derrotaram Lucha Brothers (Pentagón Jr. e Rey Fénix) na final do torneio para se tornarem os campeões inaugurais.
|  | Quartas de final Dynamite 9 e 16 de outubro de 2019 | Quartas de final Dynamite 9 e 16 de outubro de 2019 | Quartas de final Dynamite 9 e 16 de outubro de 2019 |                  |                  | Semifinais Dynamite 23 de outubro de 2019 | Semifinais Dynamite 23 de outubro de 2019 | Semifinais Dynamite 23 de outubro de 2019 |  |  | Final Dynamite 30 de outubro de 2019 | Final Dynamite 30 de outubro de 2019 | Final Dynamite 30 de outubro de 2019 |  |
|  |                                                     |                                                     |                                                     |                  |                  |                                           |                                           |                                           |  |  |                                      |                                      |                                      |  |
|  | 1                                                   | The Young Bucks (Matt Jackson e Nick Jackson)       | Pin                                                 |                  |                  |                                           |                                           |                                           |  |  |                                      |                                      |                                      |  |
|  | 1                                                   | The Young Bucks (Matt Jackson e Nick Jackson)       | Pin                                                 |                  |                  |                                           |                                           |                                           |  |  |                                      |                                      |                                      |  |
|  | 8                                                   | Private Party (Isiah Kassidy e Marq Quen)           | 13:39                                               |                  |                  |                                           |                                           |                                           |  |  |                                      |                                      |                                      |  |
|  | 8                                                   | Private Party (Isiah Kassidy e Marq Quen)           | 13:39                                               |                  | Private Party    | Private Party                             | Pin                                       |                                           |  |  |                                      |                                      |                                      |  |
|  |                                                     |                                                     |                                                     |                  | Private Party    | Private Party                             | Pin                                       |                                           |  |  |                                      |                                      |                                      |  |
|  |                                                     |                                                     | Lucha Brothers                                      | Lucha Brothers   | 12:24            |                                           |                                           |                                           |  |  |                                      |                                      |                                      |  |
|  | 4                                                   | Lucha Brothers (Pentagón Jr. e Rey Fénix)           | Lucha Brothers                                      | Lucha Brothers   | 12:24            | 11:31                                     |                                           |                                           |  |  |                                      |                                      |                                      |  |
|  | 4                                                   | Lucha Brothers (Pentagón Jr. e Rey Fénix)           |                                                     |                  |                  |                                           |                                           |                                           |  |  |                                      |                                      |                                      |  |
|  | 5                                                   | Jurassic Express (Jungle Boy e Marko Stunt)         | Pin                                                 |                  |                  |                                           |                                           |                                           |  |  |                                      |                                      |                                      |  |
|  | 5                                                   | Jurassic Express (Jungle Boy e Marko Stunt)         | Pin                                                 |                  | Lucha Brothers   | Lucha Brothers                            | Pin                                       |                                           |  |  |                                      |                                      |                                      |  |
|  |                                                     |                                                     |                                                     |                  |                  |                                           |                                           |                                           |  |  |                                      |                                      |                                      |  |
|  |                                                     |                                                     | SoCal Uncensored                                    | SoCal Uncensored | 12:36            |                                           |                                           |                                           |  |  |                                      |                                      |                                      |  |
|  | 2                                                   | Best Friends (Chuck Taylor e Trent?)                | SoCal Uncensored                                    | SoCal Uncensored | 12:36            | Pin                                       |                                           |                                           |  |  |                                      |                                      |                                      |  |
|  | 2                                                   | Best Friends (Chuck Taylor e Trent?)                |                                                     |                  |                  |                                           |                                           |                                           |  |  |                                      |                                      |                                      |  |
|  | 7                                                   | SoCal Uncensored (Frankie Kazarian e Scorpio Sky)   | 9:57                                                |                  |                  |                                           |                                           |                                           |  |  |                                      |                                      |                                      |  |
|  | 7                                                   | SoCal Uncensored (Frankie Kazarian e Scorpio Sky)   | 9:57                                                |                  | SoCal Uncensored | SoCal Uncensored                          | 13:59                                     |                                           |  |  |                                      |                                      |                                      |  |
|  |                                                     |                                                     |                                                     |                  | SoCal Uncensored | SoCal Uncensored                          | 13:59                                     |                                           |  |  |                                      |                                      |                                      |  |
|  |                                                     |                                                     | The Dark Order                                      | The Dark Order   | Pin              |                                           |                                           |                                           |  |  |                                      |                                      |                                      |  |
|  | 3                                                   | The Dark Order (Evil Uno e Stu Grayson)             | The Dark Order                                      | The Dark Order   | Pin              |                                           |                                           |                                           |  |  |                                      |                                      |                                      |  |
|  | 3                                                   | The Dark Order (Evil Uno e Stu Grayson)             |                                                     |                  |                  |                                           |                                           |                                           |  |  |                                      |                                      |                                      |  |
|  | 6                                                   | BYE                                                 |                                                     |                  |                  |                                           |                                           |                                           |  |  |                                      |                                      |                                      |  |

1. ↑  Stunt substituiu Luchasaurus após ele sofrer uma lesão.
2. ↑  Sky substituiu Christopher Daniels depois dele sofrer uma lesão após ser atacado pelos Lucha Brothers antes da luta.
3. ↑  The Dark Order derrotou Best Friends (Chuck Taylor e Trent?) no All Out para avançar diretamente para a segunda fase.

## Reinados

Atuais campeões, The Hurt Syndicate (Bobby Lashley e Shelton Benjamin).

Até 18 de julho de 2025, houve 16 reinados entre 13 equipes compostas por 18 campeões individuais e uma ocasião em que o título ficou vago. The Young Bucks (Matt/Matthew Jackson e Nick/Nicholas Jackson) têm o maior número de reinados, com três, tanto como equipe quanto individualmente. The Young Bucks também detêm o reinado mais longo, com seu primeiro reinado durando 302 dias, além do maior tempo combinado de reinado, com 522 dias. Sting e Darby Allin tiveram o reinado mais curto, com 25 dias, pois deixaram o título vago devido à aposentadoria de Sting. Sting também é o campeão mais velho, com 64 anos, enquanto Jungle Boy é o mais jovem, com 24 anos.
The Hurt Syndicate (Bobby Lashley e Shelton Benjamin) são os campeões atuais em seu primeiro reinado, tanto como equipe quanto individualmente. Eles derrotaram o Private Party (Marq Quen e Isiah Kassidy) no episódio de 22 de janeiro de 2025 do Dynamite, em Knoxville, Tennessee.